# Asiatosuchus grangeri
Espèce
Asiatosuchus grangeri est une espèce fossile de crocodiliens qui vivaient en Eurasie pendant le Paléogène. Cette espèce a été découverte dans une strate éocène dans un gisement fossile en Mongolie-Intérieure, et nommée par Charles Mook en 1940. 

## Classification
L'espèce Asiatosuchus grangeri a été décrite en 1940 par le paléontologue américain Charles Craig Mook (d) (1887-1966),,.
Selon une source de 2023, plusieurs autres espèces du genre ont été décrites par la suite et rattachées au genre, mais cette classification est remise en cause, ne laissant potentiellement que A. grangeri. 

### Fossiles
Selon Paleobiology Database en 2023, une seule collection de fossile est référencée AMNH 606 :
- Éocène : une en Chine en Mongolie intérieure[3].

## Étymologie
L'épithète spécifique, grangeri, lui a été donnée en l'honneur du paléontologue américain Walter Granger (1872-1941).

### Publication originale
- [1940] (en) Charles C. Mook, « A new fossil crocodilian from Mongolia », American Museum Novitates, vol. 1097,‎ 1940, p. 1-3 (lire en ligne).